# Nebris
Nebris – rodzaj ryb z rodziny kulbinowatych (Sciaenidae).

## Klasyfikacja
Gatunki zaliczane do tego rodzaju:
- Nebris microps
- Nebris occidentalis